# A.P. Møller - Mærsk
A.P. Møller - Mærsk A/S, fork. APMM, er et danskejet konsortium med aktiviteter i 130 lande, primært indenfor transport af containere med tørlast og frosne eller nedkølede varer. Målt på omsætning er det Danmarks største virksomhed og den næststørste i Norden, kun overgået af Equinor ASA, mens den målt på antallet af ansatte overgås af ISS. I Forbes Global 2000 fra 2020 er Møller-Mærsk rangeret som den 622-ende største børsnoterede virksomhed. På verdensplan er containerrederiet Mærsk Line verdens største.
I udlandet er virksomheden kendt under navnet Maersk og især for sin store shippingvirksomhed. Hovedkontoret ligger på Esplanaden i København. Desuden er der kontorer i mere end 100 lande over hele verden. Virksomheden har sine rødder i det shippingfirma, som kaptajn Peter Mærsk Møller og hans søn Arnold Peter Møller grundlagde i Svendborg i 1904. Det nuværende selskab, A.P. Møller – Mærsk A/S, opstod imidlertid i 2003 efter en fusion af de to Mærsk-rederier D/S 1912 og D/S Svendborg. Før fusionen var A.P. Møller – Mærsk Gruppen formelt set ikke en koncern, fordi alle selskaber i gruppen var ejet 50-50 af de to rederier. Denne konstruktion gjorde det overordentligt vanskeligt for udenforstående at få overblik over gruppens økonomi.
A.P. Møller – Mærsk A/S råder over en flåde på over 300 fartøjer, der til sammen har en dødvægt på ca. 12 mio. tons. Flåden omfatter containerskibe, tankskibe, bilskibe, forsyningsskibe, skibe til særlige formål og borerigge. Flåden blev yderligere udvidet med opkøbet af P&O Nedlloyd i 2006.
Virksomheden har tidligere haft aktiviteter indenfor informationsteknologi samt rute- og charterflyvninger. I 2004 frasolgtes IT-virksomheden Mærsk Data til IBM Danmark A/S sammen med DM Data som A.P. Møller – Mærsk har ejet i halvpart sammen med Danske Bank. Der blev indgået en outsourcing-aftale, således at IBM i en årrække leverer IT ydelser til APM. 30. juni 2005 frasolgtes rute- og charteraktiviteterne i Maersk Air til islandske Fons Eignarhaldsfelag, der tidligere købte Sterling Airlines. I handlen indgår ikke selve flyflåden. Denne blev i A.P. Møller – Mærsks ejerskab, men flyene udlejes til den nye ejer i en periode af indtil seks år.
Selskabets regnskab for 1. halvår 2009 endte med et underskud på 3 mia. kr. – det første underskud i koncernens historie siden 2. verdenskrig.
AP Møller (Mærsk) er ansvarlig for 0.11% af globale industrielle drivhusgasudledninger i perioden 1988-2015, og derfor arbejder de på at reducere deres kuldioxid-udledning, som i 2021 var på 37 mio tons, en stigning på 2% ift. 2019. I 2009 blev det anslået, at Mærsk-flåden med dens brug af bunkerfuel sendte svovldioxid, SO2 og kvælstofoxider, NOx, ud i atmosfæren i et omfang, der på verdensplan ifølge Berlingske svarede til udledningen fra ni milliarder biler.

## Mærsks motto
A.P. Møller havde et motto "Med rettidig omhu", eller i fuld ordlyd "Intet tab skal os ramme, som ved rettidig omhu kunne afværges".
Det betyder at man skal gøre tingene ordentligt og til tiden. Man må ikke sjuske med sit arbejde.
Mærsk McKinney Møller brugte udtrykket helt frem til sin død (d. 16. april 2012), hvor han til det sidste var på ugentlige besøg på Esplanaden og hovedaktionær i firmaet, så nu hører mottoet med til Mærsk-koncernen.

## A.P. Møller - Mærsk koncernens forretningsområder
A.P. Møller – Mærsk Gruppen omfatter ca. 1.100 selskaber fordelt på nedenstående forretningsområder:
- Containerskibsfart og relaterede aktiviteter
  - Mærsk Line, Safmarine, Sealand, Seago Line, Mercusol Line, MCC Transport, Hamburg Süd – Global containertransport
  - Container Inland services – Indlandstransport, fremstilling og reparation
  - Damco – Logistik- og forwarding aktiviteter
  - Mærsk Container Industri - Produktion af tørlastcontainere og kølecontainere
- APM Terminals
  - APM Terminals – Containerterminalaktiviteter
- Tank, offshore og anden skibsfart
  - Maersk FPSOs – Flydende olie- og gasproduktionsenheder
  - Maersk LNG – Naturgastankere
  - Maersk Supply Service – Forsyningsskibsaktivitet med ankerhåndtering- og platforms-supply-skibe m.v.
  - Svitzer – Bugser- og bjærgningsaktiviteter m.v.
  - Höegh Autoliners – Bilskibsaktiviteter gennem 38,75% ejerskab af Höegh Autoliners associeret virksomhed)
- Flytransport
  - Star Air - Flydrift primært indenfor fragtflyvning

### Frasolgte aktiviteter
- Olie- og gasaktiviteter
  - Mærsk Oil (indtil august 2017, handel godkendt 8. marts 2018) – Olie- og gasproduktion i Danmark, Qatar, Storbritannien, Algeriet og Kasakhstan. Selskabet har også efterforskningsaktiviteter i disse lande samt i blandt andet Angola, Brasilien, Norge, Oman og USA (den Mexicanske Golf).
  - Mærsk Drilling (børsnoteret 4. april 2019)
- Detailhandel
  - Dansk Supermarked (indtil november 2017) – Varehuse (Føtex, Bilka) og stormagasiner (F. Salling) i Danmark samt discountbutikker (Netto) i Danmark, Tyskland, Polen og Sverige (associeret virksomhed)
  - Rosti (indtil marts 2010) – Produktion af bl.a. plastflasker
  - Danske Bank – 20% ejerandel i Danske Bank A/S (associeret virksomhed)

Ejede indtil dets lukning i 2012 Odense Staalskibsværft.
- - Charterfly (og transportfly), ophørte i nullerne.
- Maersk Air

## Mærsks politiske indflydelse
I kraft af sin position som Danmarks største virksomhed, samt på baggrund af sin dominerende rolle både regionalt (i f.eks. Nordsøens olie- og naturgassektoren) og på verdensplan (bl.a. som verdens største rederi indenfor containershipping), har A.P. Møller – Mærsk over mange årtier opnået en betydelig indirekte indflydelse på Danmarks økonomiske, politiske og sociale udvikling.[kilde mangler] I nogle tilfælde er både virksomheden og dens ejere blevet beskyldt for at udøve politisk pres og give politisk opbakning efter forgodtbefindende og i overensstemmelse med de samfundskonservative værdier, den står inde for.
Under Golfkrigen i 1991 tilbød virksomheden således USA's hær gratis transport af krigsmateriel til området omkring den Persiske Bugt.
I forbindelsen med den amerikansk ledede invasion i Irak i 2003 indgik Mærsk igen aftaler med den amerikanske hær om transport af materiel.
Mærsks indirekte medvirken ved invasionen af Irak 2003, har medført en vis international kritik af virksomhedens stillingtagen og metoder, ikke mindst som følge af anklager om magtmisbrug omkring overtagelsen af havnen Khawr az-Zubayr i det sydlige Irak..

## Administrerende direktører / Ledelse
Ledelsen af selskaberne i A. P. Møller var i en lang årrække kompleks. På baggrund af en særregel i aktieselskabsloven § 112, kan direktionen i et rederiaktieselskab udgøres af et interessentskab. Reglen er formentlig kun udnyttet af dette ene rederi. Interessentskabet bestod af en mindre kreds af personer, der betegnede sig som skibsredere. Da de var partnere i et interessentskab underskrev de alle med interessentskabets firma, A. P. Møller. Firmaets skibsredere nøjedes i øvrigt ikke med at være direktion i de 2 rederiaktieselskaber (D/S 1912 og D/S Svendborg), men havde også egne skibe i søen. Da de 2 rederiselskaber i øvrigt også sammen udgjorde et interessentskab, var konstruktionen vanskelig at forstå for andre end eksperter.
Den førende skibsreder har gennem årene været:
- 1903-1965 Arnold Peter Møller
- 1965-1993 Arnold Mærsk Mc-Kinney Møller
- 1993-2007 Jess Søderberg
- 2007-2016 Nils Smedegaard Andersen. Løn 20,2 Millioner årligt (2008). * I 2012 var denne sygemeldt pga. hjerteoperation i hans fravær blev rollen som adm. direktør varetaget af bestyrelsesformanden Michael Pram Rasmussen
- 2016-2022 Søren Skou
- 2023- Vincent Clerc

## Firmanavnets rødder
Firmanavnets Møller og Mærsk går tilbage til skipperslægter på Rømø. Det rederi, vi i dag kender som A.P. Møller – Mærsk grundlagdes under navnet Dampskibsselskabet Svendborg af Peter Mærsk Møller (1836-1927) sammen med sønnen Arnold Peter Møller (1876-1965), hvis søn Arnold Mærsk Mc-Kinney Møller (1913-2012) har videreført rederiet som tredje generation. Peter Mærsk Møllers forældre var styrmand Hans Peder Pedersen Møller (1810-1881) (søn af skipper Peder Andersen Pedersen Møller) og hustru Kirsten Pedersdatter Mærsk (1809-1875), der videreførte gården i Østerby efter sin far, styrmand Peder Madsen Mærsk (1771-1862), der var søn af Mads Tobias Mærsk (1734-1799), der havde giftet sig med enken på gården, Kirsten.
Slægten Mærsk stammede fra en marskgård ved Ballum, der blev ødelagt ved stormfloden i 1634. Slægtsgården i Østerby er revet ned i begyndelsen af 1900-tallet, og området hører i dag ind under Kommandørgårdens Camping & Feriepark, Rømø Sommerland A/S, ved Borrebjergvej.